# 第137师团
第137师团（Dai-hyakusanjūnana Shidan）是日本帝国陆军的一个步兵师团。它的代号是扶翼兵团（Fuyoku Heidan）。该师团于1945年7月10日在咸镜北道组建。师团的核心是从第七十九师团分离出来的部队。
1945年7月30日，第137师团被分配到第34军。由于缺乏能用的军官（很多都是老弱病残），这引起了对大量从朝鲜征召的士兵的担忧。此外，第137师团的装备严重不足，只有步枪和机枪可供使用。该师可用的大炮为0（有几门在运送途中）。 甚至用于扎营和修筑防御工事的伐木工具也捉襟见肘，每个连共用一把斧头，每个营共用一把锯子。反坦克炸药也寥寥无几。此外，整个师只有三辆卡车，使该师因供应问题而天天挨饿。1945年8月15日，该师只剩下能撑两天的粮食。此外，该师团没有足够的电话线与所有下属部队连接，所以部队间传递信息非常困难。
在苏联入侵满洲期间，第137师团与第59师团一起部署在咸兴西南。
1945年8月15日日本投降后，该师被重新分配到第17方面军并转移到平壤，在那里被苏联军队解除武装。